# STS Kaisei
STS Kaisei (海星) – dwumasztowa brygantyna. Weszła do eksploatacji w 1990 roku jako polski szkuner Zew, następnie sprzedana do Japonii i przebudowana. Armatorem jest Sail Training Association of Japan, pływa pod banderą Antigui i Barbudy. W roku 2009 sprzedany amerykańskiej organizacji Ocean Voyages Institute, wykonywał szereg rejsów badawczych po Pacyfiku, podczas których monitorowano stan oceanu i oczyszczano jego powierzchnię z unoszących się śmieci. Wycofany z eksploatacji w roku 2013 został odstawiony w Oakland. Zatonął przy nabrzeżu 25 maja 2025 r.

## Historia i rejsy

### Zew
Po zatonięciu „Zewu Morza”, uchwałą Sejmiku Żeglarskiego zobowiązano zarząd PZŻ do wybudowania, m.in. ze środków uzyskanych z wypłaty ubezpieczenia, podobnego żaglowca. W latach 1987 – 1990 w stoczni Intersteru w Elblągu i Stoczni Gdańskiej powstał dwumasztowy szkuner urejony „Zew”. Pod polską banderą i z kapitanem Andrzejem Straburzyńskim odbył tylko jeden dalszy rejs na Karaiby w 1990 r. w poszukiwaniu czarteru lub kupca i ostatecznie został sprzedany. Powrócił do Polski z tą samą załogą, ale już pod inną nazwą i banderą.

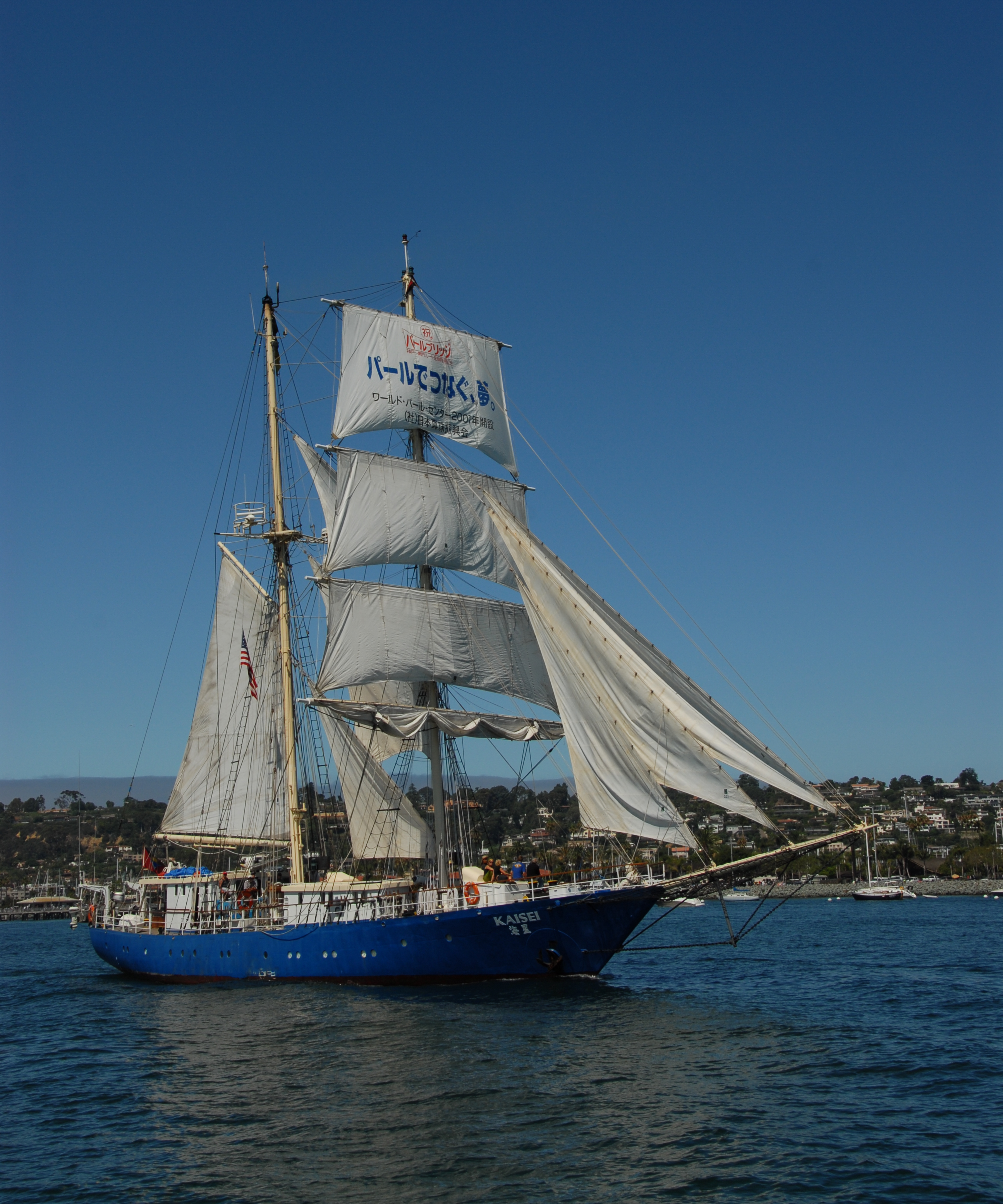
STS Kaisei

### Kaisei
Powrócił do Polski dla dokonania przebudowy wnętrza i zmiany ożaglowania na brygantynę, zgodnie z wymogami nowego właściciela. Obecnie jako „Kaisei” (pol. Gwiazda morza) pływa pod armatorem z Japonii, a banderą z Antigui i Barbudy. W 1992 r. pod banderą Japonii brał udział w Operacji Żagiel z okazji 500-lecia odkrycia Ameryki.